# Mark Dornford-May
Mark Dornford-May (29 de maio, 1955) is um roteirista e diretor britânico. Dornford-May foi criado em Yorkshire and Cheshire. Quando criança, assistiu a peças teatrais em Stratford e tornou-se um adorador de ópera.